# マティルデ・フォン・ハプスブルク
マティルデ・フォン・ハプスブルク（ドイツ語：Mathilde von Habsburg, 1251/3年 - 1304年12月22/23日）は、バイエルン公・ライン宮中伯ルートヴィヒ2世の妃。

## 生涯
マティルデはルドルフ1世とゲルトルート・フォン・ホーエンベルクの間の長子として生まれた。弟アルブレヒト1世は父の跡を継いで1298年にローマ王となった。弟ハルトマンは1281年に溺死し、ルドルフ2世はシュヴァーベン公となったが1290年に死去した。
1273年9月1日に父ルドルフ1世がローマ王に選出されるまで、ハプスブルク家は神聖ローマ帝国内でそれほど重要な家門ではなかった。大空位時代（1250年 - 1273年）の後、ルドルフは選帝侯により全員一致でローマ王に選出された。ルドルフは自らの王位と統治を確実なものとするため、周到な結婚政策
を行い、長女マティルデをバイエルン公ルートヴィヒ2世と結婚させた。ルートヴィヒ2世は全員一致でルドルフ1世をローマ王に選出することを公言していた選帝侯の1人であり、ルートヴィヒ2世を味方に付けることはルドルフ1世の利益となった。1273年10月24日、ルドルフ1世の戴冠の日に、アーヘンでマティルデとルートヴィヒ2世の結婚式も行われ、マティルデはルートヴィヒ2世の3番目の妃となった。妹アグネスは同日にザクセン＝ヴィッテンベルク公アルブレヒト2世と結婚した。このときより、ハプスブルク家は帝国内で最も権力を持つ家門の一つとなった。
マティルデの妹カタリーナは後にルートヴィヒ2世の甥バイエルン公オットー3世と結婚し、ヘートヴィヒはブランデンブルク＝ザルツヴェーデル辺境伯オットー6世と、クレメンティアはハンガリー王位請求者カルロ・マルテッロ・ダンジョと、グタはボヘミア王ヴァーツラフ2世とそれぞれ結婚した。このように、ルドルフ1世は帝国内の有力な領主の支援を確保した。
ルドルフ1世はマティルデの持参金として15,000マルクの銀を用意した。結婚に際し、ルートヴィヒ2世はマティルデにヴォルフスブルク城とヴィンツィンゲン城とノイシュタットの町をマティルデに贈った。1274年、ルドルフ1世は娘夫婦にヴァヘンハイム城を与えた。
マティルデは裁判、公証および法律を扱う自身の法廷を持っていた。さらにアルテンホーエナウ修道院の後援者でもあった。
夫ルートヴィヒ2世と父ルドルフ1世は政治面で緊密に協力しあい、またルートヴィヒはルドルフ1世の帝国議会にもしばしば参加したため、マティルデは夫とともに家族のもとを訪れ、母親や妹たちとも密に連絡を取り合うことができた。
父ルドルフ1世が1291年に死去した後、アドルフ・フォン・ナッサウがローマ王となったが、弟アルブレヒト1世とアルブレヒト1世を支持する夫ルートヴィヒ2世はこれを渋々受け入れた。国王選挙の後、ルートヴィヒ2世はナッサウ家と結びつくため、息子ルドルフ1世とアドルフの娘メヒティルトとの結婚を決めた。
1294年にルートヴィヒ2世が死去した後、マティルデはヴィッテルスバッハ家のための決定が弟アルブレヒト1世の不利益につながることに気づいた。弟アルブレヒト1世と、息子ルドルフ1世が支持するアドルフ・フォン・ナッサウとの間の対立のなかで、マティルデは調停役となろうとした。
マティルデの寡婦財産はハイデルベルクの周辺とライン川沿いにあったが、息子ルドルフ1世とメヒティルト・フォン・ナッサウとの結婚のため、上バイエルンとオーバープファルツに交換されることとなった。
ヴィッテルスバッハ家の分割相続により、上バイエルンは下の息子ルートヴィヒ4世に与えられることとなった。しかし長男ルドルフ1世は弟ルートヴィヒ4世の後見人となり、上バイエルンの相続権を主張しようとした。これが原因でマティルデとルドルフ1世は対立し、1302年にミュンヘンでマティルデはルドルフ1世に拘束され、今後政治に関与しないことを余儀なくされた。しかしマティルデは解放された後、約束を反故にし、弟アルブレヒト1世を支持した。
マティルデは1304年12月23日にミュンヘンで死去し、夫とともにフュルステンフェルト修道院に埋葬された。

## 子女
- ルドルフ1世（1274年 - 1319年） - 上バイエルン公、ライン宮中伯
- メヒティルト（1275年 - 1319年） - 1288年にウルムでブラウンシュヴァイク＝リューネブルク公オットー2世と結婚
- アグネス（1276年 - 1340年） - 1290年にハインリヒ・フォン・ヘッセン（1264年 - 1298年、ヘッセン方伯ハインリヒ1世の息子）と結婚、1298/9年にブランデンブルク辺境伯ハインリヒ1世と再婚
- アンナ（1280年生） - ウルム修道院の修道女
- ルートヴィヒ4世（1282年 - 1347年） - 神聖ローマ皇帝（1328年 - 1347年）